# Adamclisi község
Adamclisi község Romániában, Dobrudzsában, Constanța megyében található. A hozzá tartozó falvak: Abrud, Adamclisi (községközpont), Hațeg, Urluia és Zorile

## Fekvése
A megye déli részén található, a DN3-as számú főút mentén, mely összeköti Konstancát és Călărașit.

## Története
A községközponttól két kilométerre található a második dák-római háború (101-102) egyik legnagyobb csatájának a helyszíne, ahol Traianus római császár győzelmet aratott Decebal dák vezér felett. A háború második szakaszában Decebal serege teljesen megsemmisült és ő maga öngyilkos lett. Traianus ezt követően, 109-ben, a 102-ben vívott csata emlékére dák rabszolgákkal építette fel a Tropaeum Traiani győzelmi emlékművet Adamcilisi határában, melynek falára a háborúból vett jelenetek egész sorát vésték fel. Az évszázadok során az építmény szinte teljesen elpusztult, 1977-ben újjáépítették, a megmaradt eredeti falmaradványokat az emlékmű belsejében állították ki.
Az emlékmű közelében épült fel a Municipium Tropaeum Traiani erődváros, melynek maradványai mai napig láthatóak. A város 200 éven keresztül, az egykori római provincia, Scythia Minor egyik legfontosabb települése volt. A gótok pusztították el a települést, majd I. Constantinus újjáépítette, és egészen 587-ig védte a Római Birodalom északkeleti határát, amikor az avarok elfoglalták és földig rombolták.
Régi török neve Adam Klisi vagy Adamklissi, jelentése: az ember temploma. Ezen a néven Adamclisi első említése 1837-ből való. 1878-ban Románia uralma alá került, ami nagyszámú román etnikumú lakosság betelepítésével járt.

## Lakossága
| Nemzetiségek | 2002 | 2002   |
| ------------ | ---- | ------ |
| Románok      | 2220 | 95,68% |
| Törökök      | 93   | 4,00%  |
| Tatárok      | 4    | 0,17%  |
| Lipovánok    | 1    | 0,04%  |
| Magyarok     | 1    | 0,04%  |
| Ukránok      | 1    | 0,04%  |
| Összesen     | 2320 | 100,0% |